# Jérémie d'Amchit
 (mai 2013).
Si vous disposez d'ouvrages ou d'articles de référence ou si vous connaissez des sites web de qualité traitant du thème abordé ici, merci de compléter l'article en donnant les références utiles à sa vérifiabilité et en les liant à la section « Notes et références ».
Le patriarche Jérémie d’Amchit (ارميا العمشيتي), de son vrai nom Abdallah Khairallah Obeid (عبدالله خيرالله عبيد) (né à Amchit, au Liban, au XIIe siècle, décédé à Mayfouk en 1230) est un ermite et patriarche maronite du début du XIIIe siècle connu pour son miracle de lévitation de l'Hostie sainte lors d'une messe à Rome qu'il célébrait à l'occasion de sa participation au concile de Latran.

## À l’ermitage
Il est né à Amchit, un village proche de Byblos, l'ancienne ville phénicienne. Très pieux depuis son bas âge, Il vécut dans un ermitage de son village, dans une cellule près de l’église Saint-Zakhia (connue alors par les églises Saint-Zakhia parce qu'elles étaient trois petites églises, très anciennes, datant du Ve siècle. Ses frères l’aidèrent dans l’aménagement de ces ermitages. Après une période dans l’ermitage d’Amchit, il alla dans un autre ermitage, à Mayfouk, au couvent de Notre-Dame D'Ilige. La tradition maronite voulait qu'on choisisse des patriarches parmi les ermites.

## Un patriarche
Il fut élu patriarche à la tête de l’Église maronite, à la suite du patriarche Pierre IV (بطرس الرابع). Il choisit alors pour la première fois, Yanouh (يانوح) comme siège patriarcal.
Connu pour sa dévotion, il fut invité à Rome par le pape Innocent III pour participer au IVe concile du Latran. Le patriarche Jérémie d’Amchit œuvrait à consolider la foi maronite dans l’union avec la foi catholique. Il séjourna cinq ans à Rome, reçut le pallium du pape, signe d’unité avec Rome, il participa au quatrième concile du Latran le 11 novembre 1215.

## Un miracle durant la messe
Pendant son séjour à Rome et durant une célébration de l’eucharistie en présence du pape Nicolas III, à l’église Saint-Pierre, une lumière est sortie de l’hostie et l’hostie est restée élevée, même après que le patriarche eût baissé ses mains. Estéphane Doueihy, grand historien et patriarche maronite, raconte cet événement dans son livre Histoire des patriarches maronites (سلسلة البطاركة الموارنة), il rajoute : le pape ordonna que cette scène soit représentée sur les murs de l’église Saint-Pierre.